# 德國電影資料館
德國電影資料館（德語：Deutsche Kinemathek）是位於德國首都柏林的一座檔案博物館，主要收藏、保存、開發與展示有關德國電影的歷史資料。德國電影資料館創立於1963年，在2006年正式開業。

## 歷史
德國電影資料館於1963年2月1日由德國導演格哈德‧蘭普雷希特創立，他的電影收藏品構成了資料館收藏作品的基礎。2000年，資料館搬遷至波茨坦廣場，並於2000年9月開設柏林電影博物館。2006年，德國電影資料館正式開業。

## 外部連結
- 德國電影資料館（德文）（英文）